# Endre Székely
Endre Székely [ˈɛndrɛ ˈseːkɛj] (* 6. April 1912 in Budapest; † 14. April 1989 ebenda) war ein ungarischer Komponist.
Székely studierte an der Musikakademie Budapest unter Albert Siklós. Er wirkte dann als Dirigent von Arbeiterchören, wurde 1948 Dirigent am Stadttheater und Chordirigent beim Rundfunk und 1960 Musiklehrer an der Lehrerbildungsanstalt von Budapest. 
Er komponierte eine Oper und eine Operette, eine Sinfonie, zwei Orchester- und eine Streichersuite, ein Klavier- und ein Hornkonzert, eine Rhapsodie für Violine und Kammerorchester, kammermusikalische Werke, Kantaten, Chorwerke und Lieder.